# Elecciones municipales de 2015 en Estepona
Las elecciones municipales de 2015 se celebraron en Estepona el 24 de mayo, de acuerdo con el Real Decreto de convocatoria de elecciones locales en España dispuesto el 30 de marzo de 2015 y publicado en el Boletín Oficial del Estado el día 31 de marzo. Se eligieron los 25 concejales del pleno del Ayuntamiento de Estepona mediante un sistema proporcional con listas cerradas y un umbral electoral del 5%.

## Resultados
Los resultados completos correspondientes al escrutinio definitivo se detallan a continuación:
| Candidatura     | Candidatura                                                     | Votos  | %                               | Escaños                         |
| --------------- | --------------------------------------------------------------- | ------ | ------------------------------- | ------------------------------- |
|                 | Partido Popular Andaluz (PP-A)                                  | 14 214 | 59,77                           | 17                              |
|                 | Partido Socialista Obrero Español de Andalucía (PSOE-A)         | 5420   | 22,79                           | 6                               |
|                 | Costa del Sol sí puede... Tic Tac (CSSPTT)                      | 1609   | 6,77                            | 1                               |
|                 | Izquierda Unida Los Verdes-Convocatoria por Andalucía (IULV-CA) | 1442   | 6,06                            | 1                               |
|                 | Partido Unión Andaluza Democrática (PUAD)                       | 512    | 2,15                            | 0                               |
|                 | Vox (VOX)                                                       | 233    | 1,04                            | 0                               |
| Votos en blanco | Votos en blanco                                                 | 338    | 1,42                            | n/a                             |
| Votos válidos   | Votos válidos                                                   | 23 782 | 100,00                          | 25                              |
| Votos nulos     | Votos nulos                                                     | 343    | Participación: \| \| 55.65 % \| | Participación: \| \| 55.65 % \| |
| Votantes        | Votantes                                                        | 24 125 | Participación: \| \| 55.65 % \| | Participación: \| \| 55.65 % \| |
| Electores       | Electores                                                       | 43 352 | Participación: \| \| 55.65 % \| | Participación: \| \| 55.65 % \| |
|                 | 55.65 %                                                         |        |                                 |                                 |